# Ribeirão Tapiracuí
Der Ribeirão Tapiracuí ist ein etwa 70 km langer linker Nebenfluss des Rio Ivaí im Nordwesten des brasilianischen Bundesstaats Paraná.

## Geografie

### Lage
Das Einzugsgebiet des Rio Tapiracuí befindet sich auf dem Terceiro Planalto Paranaense (Dritte oder Guarapuava-Hochebene von Paraná).

### Verlauf
Sein Quellgebiet liegt im Munizip Tapejara auf 508 m Meereshöhe etwa 3 km westlich der Ortschaft Tapejara in der Nähe der PR-323.
Der Fluss verläuft in nördlicher Richtung. Er fließt auf der Grenze zwischen den Munizipien Tapira und Cidade Gaúcha von links in den Rio Ivaí. Er mündet auf 246 m Höhe. Er ist etwa 70 km lang.

### Munizipien im Einzugsgebiet
Am Rio Tapiracuí liegen die vier Munizipien Tapejara, Nova Olímpia, Tapira und Cidade Gaúcha.

### Nebenflüsse
links: 
- Córrego Saltinho
- Córrego Fiscal
- Ribeirão Capricórnio

- Água do Salto
- Córrego do Mosquito
- Água Mansa
- Córrego do Engano
- Córrego da Taboca
- Córrego do Ouriço

rechts:
- Córrego Aroeira
- Córrego Talma Guan
- Corrego Tucunivi
- Córrego São Bento

- Córrego Rouxinol
- Córrego do Mel
- Córrego do Meio
- Córrego Fortuna